# Ewald Christian von Kleist
|  | Ikke at forveksle med den tyske feltmarskal Ewald von Kleist (1881-1954) |
Ewald Christian von Kleist (født 7. marts 1715 på godset Zeblin ved Köslin i Pommern, død 24. august 1759 i Frankfurt an der Oder) var en tysk digter.
von Kleist studerede i Königsberg og blev dansk officer 1736, men Frederik 2. af Preussen kaldte ham hjem til Preussen 1740, hvorpå han indtrådte i den preussiske armé. I Potsdam gjorde han bekendtskab med Gleim og Ramler, der roste hans poetiske forsøg, og i Schweiz, hvor han opholdt sig som hverveofficer (1752—53), sluttede han venskab med Bodmer og Gessner.
Efter med hæder at have deltaget i den 2. schlesiske krig avancerede han til major (1757) og blev direktør for et lazaret i Leipzig, hvor han kom i forbindelse med Lessing, af hvem han påvirkedes i dramatisk retning, men hans eneste forsøg på dette område, (udkastet Seneca) var efter hans egen mening mislykket. I slaget ved Kunersdorf (1759) blev han hårdt såret liggende på valpladsen, udplyndret af kosakker, og først dagen efter transporteret til Frankfurt, hvor han døde af sine sår.
I hans digte er især naturskildringen frisk og oprindelig. Han har også forsøgt sig i fabelen, idyllen og hymnen. Sämtliche Werke er udgivet af Ramler (2 bind, 1760), af Körte med biografi (2 bind, 1803), af Sauer med brevsamling (3 bind, 1884).